# Bourbon County, Kentucky
Bourbon County är ett administrativt område i delstaten Kentucky, USA, med 19 985 invånare. Den administrativa huvudorten (county seat) är Paris.
Bourbon County (som tidigare var ett mycket större område än idag) har givit upphov till benämningen Bourbonwhiskey. Dagens Bourbon County ligger i den inre delen av regionen Bluegrass.

## Geografi
Enligt United States Census Bureau så har countyt en total area på 755 km². 754 km² av den arean är land och 1 km² är vatten.

### Angränsande countyn

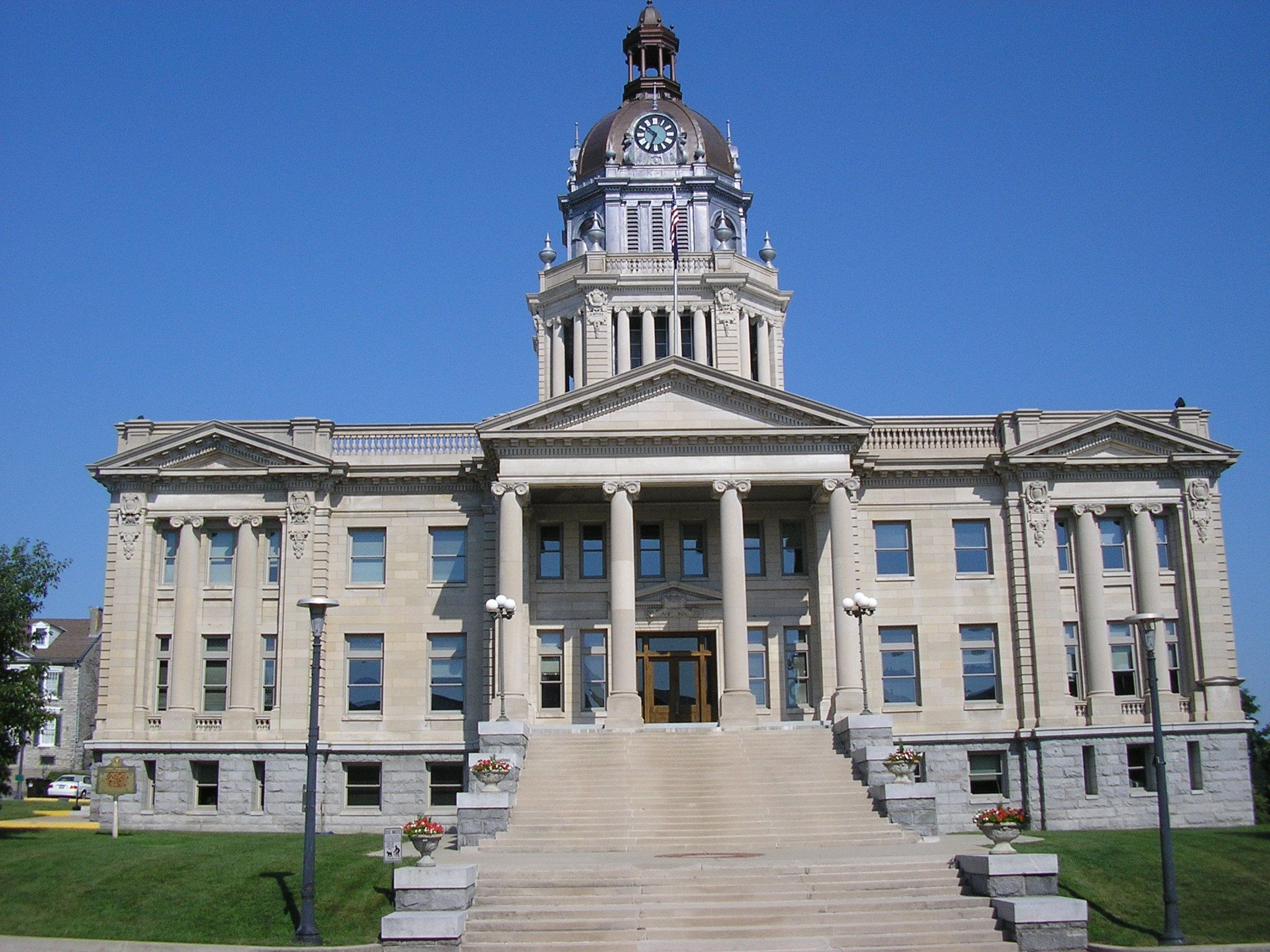
Bourbon County Courthouse i Paris.

- Harrison County - nordväst
- Nicholas County - nordost
- Bath County - öst
- Montgomery County - sydost
- Clark County - syd
- Fayette County - sydväst
- Scott County - väst